# Cmentarz parafialny w Andrzejewie
Cmentarz parafialny w Andrzejewie – znajduje się przy kościele pw. Wniebowzięcia Najświętszej Maryi Panny w Andrzejewie i należy do parafii pod tym wezwaniem.
Do naszych czasów zachowała się kaplica cmentarna z 1884 roku. Na uwagę zasługują też: Mauzoleum Żołnierzy Września (na cmentarzu znajduje się kwatera żołnierzy 18 Dywizji Piechoty, w której został pochowany m.in. płk Aleksander Hertel) oraz grób Julianny Wyszyńskiej (matki Stefana kardynała Wyszyńskiego).